# الأطلس البليدي
الأطلس المتيجي أو الأطلس الصغير هو سلسلة جبلية جزائرية تقع في شمال البلاد، وهي جزء من الأطلس التلي المركزي. أعلى قمة به هي كدية سيدي عبد القادر، يصل فيها علوها إلى 1 629 متر فوق مستوى سطح البحر.

## جغرافيا

### تضاريس
يقع الأطلس المتيجي في ولايات البليدة شمالا، المدية جنوبا. تمتد من جبل تمزقيدة في ولاية المدية إلى جبل هلالة في نفس الولاية، أو من وادي جر غربا، إلى وادي يسر شرقا. يقع سهل متيجة عند سفح الأطلس المتيجي.
يشمل الأطلس المتيجي جبال بني صالح، بني ميصرا وبني مسعود.
إلى جانب القمة الأعلى وهي كدية سيدي عبد القادر 1629 م، فإن القمم الرئيسية هي:
- جبل ڤرومن 1 629 م
- جبل تمزقيدة 1 604 م
- كاف الشريعة 1 550 م
- فروخة 1 497 م
- جبل بني مسعود 1 497 م
- جامع ذراع 1 473 م
- بني ميصرا 1 450 م
- كدية سيدي المخفي 1 326 م
- جبل قيّت 1 269 م
- كاف تاشرشورت 1 221 م
- جبل تيبرقنت 1 196 م
- كدية بني عريف 1 079 م
- تيزقي 1 058 م
- كدية تيجيجلت 1 058 م

### النباتات

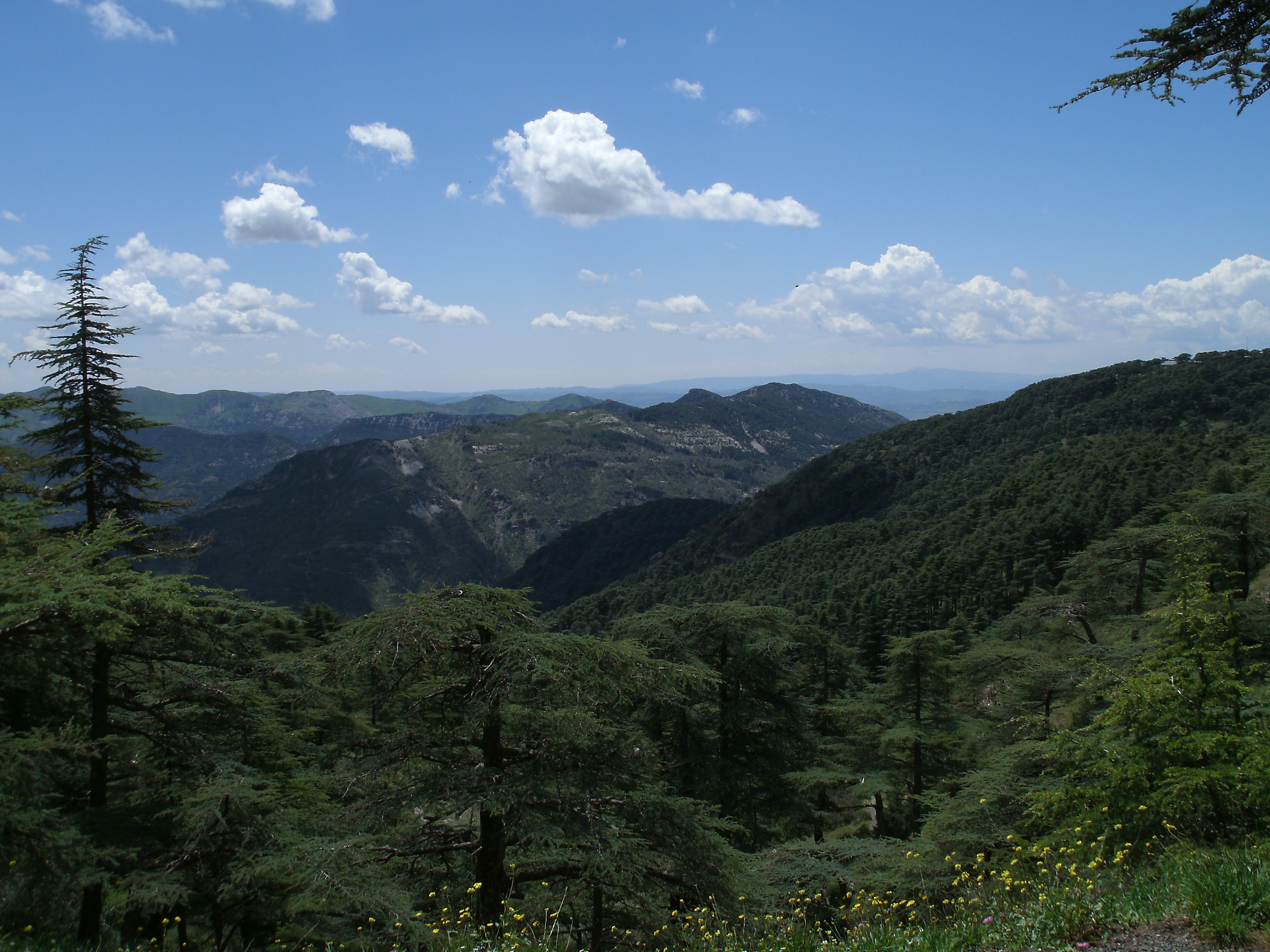
المناظر الطبيعية للأطلس المتيجي

يتكون الغطاء النباتي من أشجار الصنوبر والأرز الأطلسي يمكن أن يصل ارتفاعها إلى 45 إلى 50 متراً ومحيطها 10 أمتار.

## السكان

المناطق الناطقة باللغة الأمازيغية في غرب الجزائر، بما في ذلك أمازيغية الأطلس المتيجي في الركن الأيمن العلوي.

شهدت منطقة الأطلس المتيجي انخفاضاً كبيراً في عدد السكان خلال الاستعمار الفرنسي والعشرية السوداء. ويعود أصل هذا الوضع إلى عدة عوامل هي: تدهور وضع الزراعة الجبلية، وتطوير السهل الذي اجتذب جزءًا من سكان الأطلس أثناء الاستعمار الفرنسي، ولكن أيضًا تداعيات حرب التحرير، الجيش أجبر الفرنسيون المستعمرون سكان الريف الجبلي على الهجرة لعزل المجاهدين، وتوافر أنشطة الأجور (الصناعة، البناء، الخدمات) التي خفضت قيمة الفلاحة.
على الرغم من أن تمازيغت الأطلس المتيجي كانت في طريقها للانقراض في بداية القرن الحادي والعشرين، إلا أن التحدث بها لا يزال قائماً بغية الحفاظ عليها عند أحفاد عروش بني صالح الأمازيغية (منطقة سيدي الكبير في أعالي بلدية البليدة ) وبني ميصرا (منطقة مقطع الأزرق ببلدية حمام ملوان ) في السابق كان يتحدث بها 14 عرش التي سكنت الأطلس المتيجي.

## السياحة
المناطق السياحية الواقعة بالمنطقة:
- الشريعة
- حمام ملوان
- الحمدانية
- بحيرة الضاية بتمزقيدة
- مضائق شفة